# الإنسان للإنسان ذئب

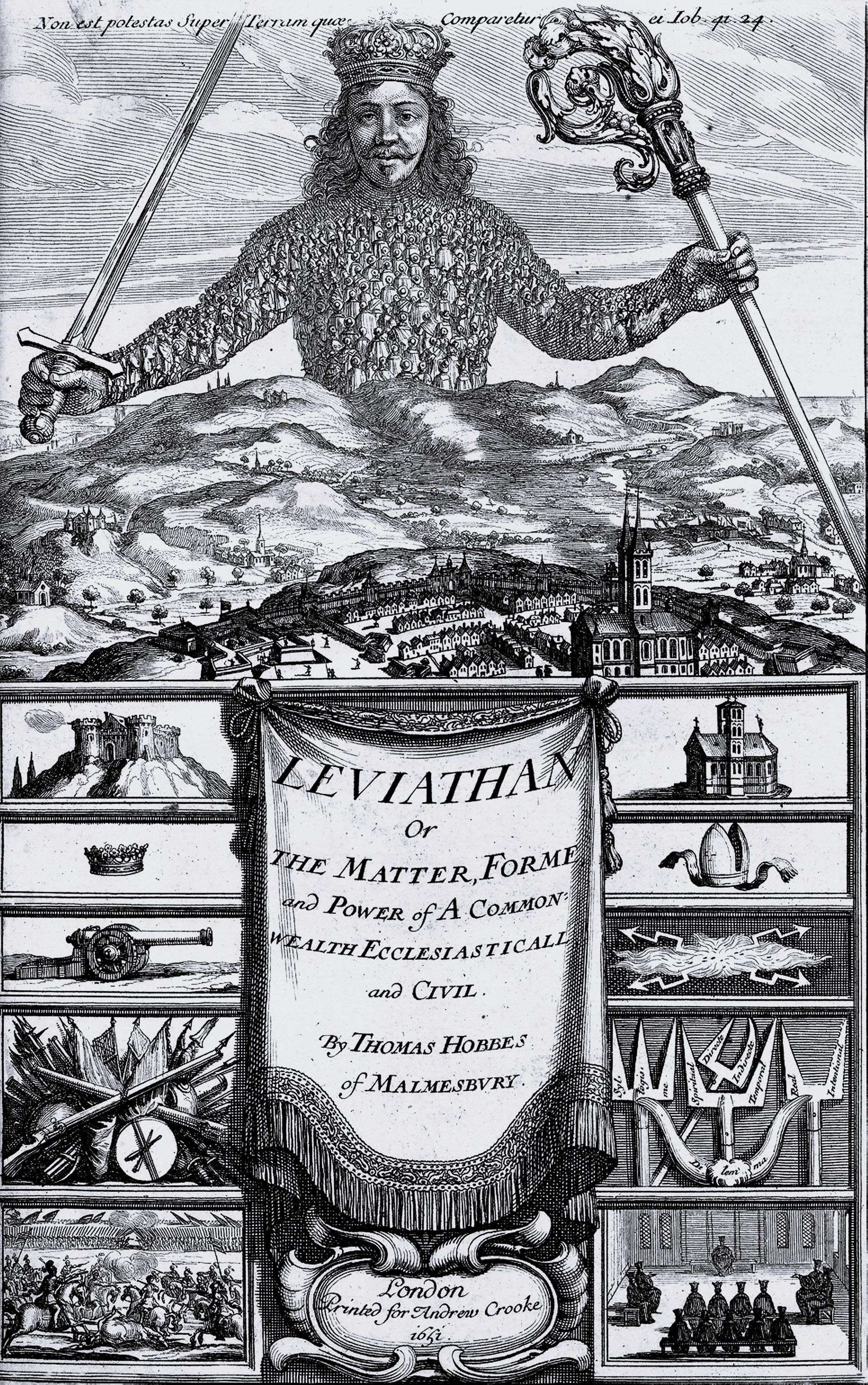

الإنسان للإنسان ذئب (باللاتينية:Homo homini lupus، نقحرة: هومو هُوميني لُوپس) وفي نسختها المختصرة Homo homini lupus est. هي عبارة لاتينية، معناها «المرء كالذئب تجاه الأخرين.» تستمد معناها من طريقة النطر إلى الذئاب، كما في المثل، كمخلوقات مفترسة، متوحشة، عديمة الرحمة. حيوانات أكثر من أنها إنسان.

## تاريخ
نسخة من المثل ظهرت أول مرة في مسرحية بلاوتوس، أسيناريا وتُرجمة في النسخة الإنجليزية كالتالي «المرء ليس مرءَ، بل ذئبً، لغيره» 
معارضا هذا كتبَ سينكا في رسائل أخلاقية إلى لوسيليوم Epistulae Morales ad Lucilium  «المرء موضع تبجيل -في- أعيُن المرء»
باللاتيني :"homo, sacra res homini"